# Blastocélio
Em biologia, mais especificamente em embriologia, o blastocélio (português europeu) ou blastocele (português brasileiro), também denominado cavidade de segmentação, é a região central da blástula, resultado de várias divisões mitóticas denominadas segmentação ou clivagem. É o segundo estado de desenvolvimento do embrião dos animais.
A blástula segue-se à mórula e precede a gástrula na sequência do desenvolvimento.